# 리튬포어스
리튬포어스(영어: Lithium For Earth Inc.)는 대한민국의 반도체 검사장비 및 인터페이스, 제약, 휴대폰 악세사리 기업이다. 본사는 서울특별시 성동구 아차산로17길 48 1120호에 위치해 있으며 대표이사는 변익성이다.
 사명과 달리 매출의 0.6%만 리튬으로 발생하며 핸드폰 악세사리가 주력이다. 탄산리튬 소재를 생산하는 신규 사업을 추진 중에 있다.

## 역사
프롬써어티으로 설립되었다가 피엠지파마사이언스로 그리고 2023년 5월 현재의 상호를 변경하였다. (주)위드모바일을 합병하였다.

## 같이 보기
- 하이드로리튬

## 참고문헌
1. ↑  한국IR협의회 기술분석보고서-피엠지파마사이언스, 2018년 12월 20일[깨진 링크(과거 내용 찾기)]
2. ↑  <코>리튬포어스, 상한가 진입.. +30.00% ↑, 서울경제, 2024년 3월 18일
3. ↑  한국IR협의회 기업리서치센터 기술분석보고서 리튬포어스 2023-11-16
4. ↑  권영지, 리튬포어스, 리튬 간판만 걸고 헛발질에 풋옵션까지, IB토마토, 2024년 7월 25일